# József Gera
József Gera ['joːʒɛf 'ɡɛrɒ] (* 24. Oktober 1896 in Makó; † 12. März 1946 in Budapest, Ungarn) war ein ungarischer Kinderarzt, Politiker des Nationalsozialismus und Kriegsverbrecher.
Im Ersten Weltkrieg erhielt Gera eine Auszeichnung für Tapferkeit. Anschließend arbeitete er als Kinderarzt in Makó. Seit 1939 war er Mitglied der Pfeilkreuzler. Gera war ein Vertrauter von Ministerpräsident Ferenc Szálasi, dem ungarischen faschistischen Parteiführer und Gründer der rechtsextremen „Partei des nationalen Willens“. 1937 gingen aus dieser Partei die Pfeilkreuzler hervor, eine nationalsozialistische Partei Ungarns, geführt von József Gera und seinem Sekretär Lajos Polgár.
Gera wurde wegen Verbrechen gegen die Menschlichkeit während des Zweiten Weltkriegs zum Tode verurteilt und zusammen mit Ferenc Szálasi, Károly Beregfy und Gábor Vajna am 12. März 1946 in Budapest öffentlich gehängt.